# Mayorazgo de León
Mayorazgo de León, även Estación Río México, är en ort i Mexiko, tillhörande kommunen Almoloya de Juárez i den västra delen av delstaten Mexiko, i den centrala delen av landet. Orten hade 4 030 invånare vid folkräkningen 2010.